# Mistrzostwa Świata we Wspinaczce Sportowej 2003
Mistrzostwa Świata we Wspinaczce Sportowej 2003 – 7. edycja mistrzostw świata we wspinaczce sportowej, która odbyła się w dniach 7–13 lipca 2003 we francuskim Chamonix. Podczas zawodów wspinaczkowych zawodnicy i zawodniczki rywalizowali w 6 konkurencjach. Polski wspinacz sportowy Tomasz Oleksy zdobył dwa medale: srebrny we wspinaczce na czas oraz brązowy w boulderingu.

## Konkurencje
Mężczyźni
- bouldering, prowadzenie i wspinaczka na czas

Kobiety
- bouldering, prowadzenie i wspinaczka na czas

## Uczestnicy
Zawodnicy i zawodniczki podczas zawodów wspinaczkowych w 2003 roku rywalizowali w 6 konkurencjach. Łącznie do mistrzostw świata zgłoszonych zostało 289 wspinaczy (każdy zawodnik miał prawo startować w każdej konkurencji o ile do niej został zgłoszony i zaakceptowany przez IFCS i organizatora zawodów). 
| Lp.   |           | ↓ Uczestnicy – konkurencje → |     | bouldering | prowadzenie | na czas |
| ----- | --------- | ---------------------------- | --- | ---------- | ----------- | ------- |
| 1.    | Mężczyźni | 76                           | 87  | 18         |             |         |
| 2.    | Kobiety   | 39                           | 54  | 15         |             |         |
| Razem | Razem     | Razem                        | 115 | 141        | 33          |         |

### Reprezentacja Polski
- Kobiety:
  - w boulderingu: Eliza Kugler (zajęła 27. miejsce), a Edyta Ropek była 30 miejsce.
  - w prowadzeniu: Eliza Kugler zajęła 45. miejsce,
  - we wspinaczce na czas: Edyta Ropek zajęła 7. miejsce.
- Mężczyźni:
  - w boulderingu: Tomasz Oleksy (zajął 3. miejsce),
  - w prowadzeniu: Andrzej Mecherzyński-Wiktor (zajął 45. miejsce), Cezary Modrzejewski (55 m.), a Filip Babicz był 77,
  - we wspinaczce na czas: Tomasz Oleksy (zajął 2. miejsce), a Andrzej Mecherzyński-Wiktor był 14.

## Medaliści
| Konkurencja        | Złoto                      | Srebro                     | Brąz                           |
| ------------------ | -------------------------- | -------------------------- | ------------------------------ |
| Mężczyźni          |                            |                            |                                |
| bouldering         | Włochy · Christian Core    | Francja · Jérôme Meyer     | Polska · Tomasz Oleksy         |
| prowadzenie        | Czechy · Tomáš Mrázek      | Hiszpania · Patxi Usobiaga | Francja · David Caude          |
| wspinaczka na czas | Ukraina · Maksym Stienkowy | Polska · Tomasz Oleksy     | Rosja · Aleksandr Pieszechonow |
| Kobiety            |                            |                            |                                |
| bouldering         | Francja · Sandrine Levet   | Ukraina · Natalija Perłowa | Francja · Fanny Rogeaux        |
| prowadzenie        | Belgia · Muriel Sarkany    | Francja · Emilie Pouget    | Francja · Sandrine Levet       |
| wspinaczka na czas | Ukraina · Ołena Riepko     | Rosja · Tatjana Rujga      | Rosja · Walentyna Jurina       |

## Wyniki

### Bouldering
| Mężczyźni | Mężczyźni          | Mężczyźni         |
| --------- | ------------------ | ----------------- |
| Miejsce   | Zawodnik           | Państwo           |
| złoto     | Christian Core     | Włochy            |
| srebro    | Jérôme Meyer       | Francja           |
| brąz      | Tomasz Oleksy      | Polska            |
| 4         | Mauro Calibani     | Włochy}           |
| 5         | Kilian Fischhuber  | Austria           |
| 6         | Serik Kazbekow     | Ukraina           |
| 7         | Saławat Rachmietow | Rosja             |
| 8         | Akito Matsushima   | Japonia           |
| 9         | Stephane Julien    | Francja           |
| 10        | Andrew Earl        | Stany Zjednoczone |

| Kobiety | Kobiety                  | Kobiety |
| ------- | ------------------------ | ------- |
| Miejsce | Zawodniczka              | Państwo |
| złoto   | Sandrine Levet           | Francja |
| srebro  | Natalija Perłowa         | Ukraina |
| brąz    | Fanny Rogeaux            | Francja |
| 4       | Olga Bibik               | Rosja   |
| 5       | Juliette Danion          | Francja |
| 6       | Věra Kotasová-Kostruhová | Czechy  |
| 7       | Wiera Czereszniewa       | Rosja   |
| 8       | Olha Szałahina           | Ukraina |
| 9       | Myriam Motteau           | Francja |
| 10      | Julija Abramczuk         | Rosja   |

### Prowadzenie
| Mężczyźni | Mężczyźni                | Mężczyźni  |
| --------- | ------------------------ | ---------- |
| Miejsce   | Zawodnik                 | Państwo    |
| złoto     | Tomás Mrázek             | Czechy     |
| srebro    | Patxi Usobiaga           | Hiszpania  |
| brąz      | David Caude              | Francja    |
| 4         | Christian Bindhammer     | Niemcy     |
| 5         | Alexandre Chabot         | Francja    |
| 6         | Sylvain Millet           | Francja    |
| 7         | Ramón Julián Puigblanqué | Hiszpania  |
| 8         | Jewgienij Owczinnikow    | Rosja      |
| 9         | François Auclair         | Francja    |
| 9         | Cédric Lachat            | Szwajcaria |
| 9         | Gérôme Pouvreau          | Francja    |

| Kobiety | Kobiety             | Kobiety           |
| ------- | ------------------- | ----------------- |
| Miejsce | Zawodniczka         | Państwo           |
| złoto   | Muriel Sarkany      | Belgia            |
| srebro  | Emilie Pouget       | Francja           |
| brąz    | Sandrine Levet      | Francja           |
| 4       | Jenny Lavarda       | Włochy            |
| 5       | Alexandra Eyer      | Szwajcaria        |
| 6       | Caroline Ciavaldini | Francja           |
| 7       | Angela Eiter        | Austria           |
| 8       | Barbara Bacher      | Austria           |
| 9       | Emily Harrington    | Stany Zjednoczone |
| 10      | Olha Szałahina      | Ukraina           |

### Wspinaczka na czas
| Mężczyźni | Mężczyźni              | Mężczyźni |
| --------- | ---------------------- | --------- |
| Miejsce   | Zawodnik               | Państwo   |
| złoto     | Maksym Stienkowy       | Ukraina   |
| srebro    | Tomasz Oleksy          | Polska    |
| brąz      | Aleksandr Pieszechonow | Rosja     |
| 4         | Ołeksandr Salimow      | Ukraina   |
| 5         | Aleksiej Gadiejew      | Rosja     |
| 6         | Dmytro Konowałow       | Ukraina   |
| 7         | Siergiej Sinicyn       | Rosja     |
| 8         | Jakow Soubbotin        | Rosja     |
| 9         | Jewhen Krywoszejcew    | Ukraina   |
| 10        | Csaba Komondi          | Węgry     |

| Kobiety | Kobiety               | Kobiety   |
| ------- | --------------------- | --------- |
| Miejsce | Zawodniczka           | Państwo   |
| złoto   | Ołena Riepko          | Ukraina   |
| srebro  | Tatjana Rujga         | Rosja     |
| brąz    | Walentyna Jurina      | Rosja     |
| 4       | Olha Zacharowa        | Ukraina   |
| 5       | Majia Piratinska      | Rosja     |
| 6       | Olha Beżko            | Ukraina   |
| 7       | Edyta Ropek           | Polska    |
| 8       | Ołena Ostapenko       | Ukraina   |
| 9       | Swietłana Sutkina     | Rosja     |
| 10      | Agung Etti Hendrawati | Indonezja |

## Klasyfikacja medalowa
* Organizator zawodów został zaznaczony tym kolorem,  Polskę  oznaczono tekstem pogrubionym.
|                   |                   |                   |   |   |   |    |   |   |   |   |   |   |
| 1                 | Ukraina           | 2                 | 1 | 0 | 3 | 1  | 0 | 0 | 1 | 1 | 0 |   |
| 2                 | Francja           | 1                 | 2 | 3 | 6 | 0  | 1 | 1 | 1 | 1 | 2 |   |
| 3                 | Belgia            | 1                 | 0 | 0 | 1 | 0  | 0 | 0 | 1 | 0 | 0 |   |
| 3                 | Czechy            | 1                 | 0 | 0 | 1 | 1  | 0 | 0 | 0 | 0 | 0 |   |
| 3                 | Włochy            | 1                 | 0 | 0 | 1 | 1  | 0 | 0 | 0 | 0 | 0 |   |
| 6                 | Rosja             | 0                 | 1 | 2 | 3 | 0  | 0 | 1 | 0 | 1 | 1 |   |
| 7                 | Polska            | 0                 | 1 | 1 | 2 | 0  | 1 | 1 | 0 | 0 | 0 |   |
| 8                 | Hiszpania         | 0                 | 1 | 0 | 1 | 0  | 1 | 0 | 0 | 0 | 0 |   |
| Ogółem (8 państw) | Ogółem (8 państw) | Ogółem (8 państw) | 6 | 6 | 6 | 18 | 3 | 3 | 3 | 3 | 3 | 3 |

Źródło: